# Museum Swaensteyn
Museum Swaensteyn, voorheen Stadsmuseum Leidschendam-Voorburg, bevindt zich in een voormalig notarishuis in de Herenstraat, een van de oudste straten van de plaats Voorburg in de Nederlandse provincie Zuid-Holland.
Het museum valt sinds de fusie van Stichting Museum Swaensteyn en Stichting Historische Collectie Veur-Stompwijk in 2008 onder de Stichting Historisch Museum Leidschendam-Voorburg. 

## Het gebouw
In 1805 werd het pand gebouwd in opdracht van een plaatselijke notaris. Nadien hebben andere notarissen hier hun kantoor gehad zodat het pand bekendstond als Het Notarishuis. Boven de voordeur is een verguld houtsnijwerk te zien met de schrijfbenodigdheden van de notaris.

Het pand heeft een empire gevel met schuiframen. Sinds 1968 wordt het gebruikt als Museum Swaensteyn. Het museum was daarvoor gevestigd aan de overkant van de Herenstraat, Huize Swaensteyn op nummer 72, dat nu als raadhuis wordt gebruikt. Het statige huis heeft een versierde en omhooggebogen daklijst. Verder kent het pand enkele zogenaamde rocococonsoles. In 2011 werd er extra ruimte in het ernaast gelegen pand beschikbaar gesteld voor wisselexposities. Het museum werd verbouwd en in 2013 heropend.

## Vaste tentoonstelling
Sinds de heropening in 2013 besteedt het museum vooral aandacht aan werken van kunstenaars uit Leidschendam en Voorburg. Met betrekking tot de lokale geschiedenis wordt er aandacht besteed aan de Romeinen en het Forum Hadriani en aan prinses Marianne der Nederlanden die in 1848 op de buitenplaats Rusthof in Voorburg kwam wonen.

## Wisseltentoonstellingen
Vier keer per jaar wordt een speciale tentoonstelling ingericht. In het verleden is daarbij onder meer aandacht geschonken aan de collectie van prinses Marianne der Nederlanden, van wie in 2010 de 200ste geboortedag werd herdacht. Haar collectie had ze zelf ondergebracht in Slot Reinhartshausen in Erbach, dus daarvan was niet veel in Nederland bekend.
In maart 2011 kwam er een tentoonstelling over bewoners van de regio zo'n 3000 jaar geleden. Rond Leidschendam en Voorburg woonden toen de eerste boeren, mensen die jagen combineerden met landbouw en veeteelt en dus een vaste woonplaats hadden. Er zijn door archeologen veel objecten uit die periode teruggevonden.

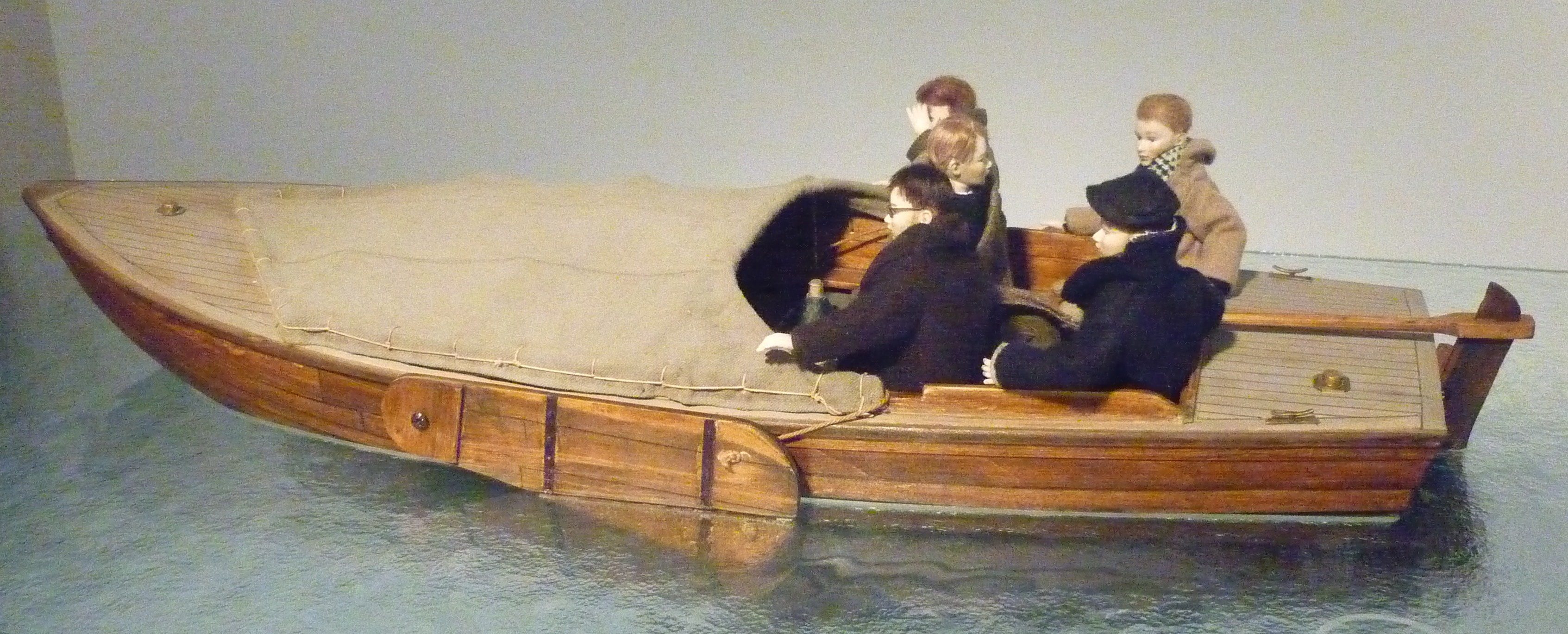
Schaalmodel Zuiderzeevlet

In 2011 werd een tentoonstelling gewijd aan de Engelandvaart. Scheepswerf Van Ravesteijn in Leidschendam speelde tijdens de Tweede Wereldoorlog een belangrijke rol bij het helpen van Engelandvaarders die over zee naar Engeland wilden gaan. Pier en Jo Meijer maakten in een loods van de werf de scheepjes zeewaardig, waarna Kees Koole uit Piershil met het schip Nooit Volmaakt deze vluchtbootjes naar het Haringvliet bracht. Op de tentoonstelling werd een schaalmodel getoond van de Zuiderzeevlet waarmee vijf mannen een succesvolle overtocht hebben maakten in de nacht van 23-24 september 1944. Een van hen, Hein Fuchter, was uit Australië overgekomen om het model te onthullen. Het model is vanaf 2015 in het Museum Engelandvaarders te zien.
- Gemeinsame Normdatei: 16089059-7
- International Standard Name Identifier: 0000 0001 0807 7270
- Library of Congress Control Number: no2010207230
- Système universitaire de documentation: 150511345
- Virtual International Authority File: 160462405